# Vriesea freicanecana
Vriesea freicanecana är en gräsväxtart som beskrevs av José A. Siqueira Filho och Elton Martinez Carvalho Leme. Vriesea freicanecana ingår i släktet Vriesea och familjen Bromeliaceae. Inga underarter finns listade i Catalogue of Life.